# Jean Barrientos
Jean Pierre Agustin Barrientos Díaz (Montevideo, 16 september 1990) is een Uruguayaans voetballer die doorgaans speelt als middenvelder. In juli 2025 verruilde hij AE Larissa voor Niki Volos.

## Spelerscarrière
Barrientos begon zijn carrière als voetballer in de jeugd van Racing Club uit zijn geboorteplaats Montevideo. In 2009 werd de middenvelder bij het eerste elftal gehaald en op 22 augustus van dat jaar mocht hij zijn debuut maken. Op die dag speelde Racing met 1–1 gelijk op bezoek bij Central Español. Barrientos mocht die dag in de basis starten en hij speelde negentig minuten mee. Een week later, op 29 augustus, tekende hij op bezoek bij Fénix (0–2) voor zijn eerste competitietreffer voor de club.
In de zomer van 2011 maakte Barrientos de overstap naar Portugal, waar hij een vierjarig contract ondertekende bij Vitória Guimarães. Met Vitória won hij in het seizoen 2012/13 de Taça de Portugal. In drie seizoenen tijd speelde hij negenentachtig officiële wedstrijden voor Vitória. In de eerste helft van het seizoen 2014/15 kwam de Uruguayaan in de Primeira Liga niet in actie en in februari 2015 verkaste hij naar het Poolse Wisła Kraków. Voor Wisła speelde hij zestien wedstrijden, waarin hij één doelpunt wist te maken.
Zijn verbintenis verliep in de zomer van 2015; hierop keerde de middenvelder terug naar de club waar zijn carrière begon, Racing Club. Na een halfjaar werd Olimpo zijn nieuwe werkgever en weer een halfjaar later Melgar. Barrientos keerde in januari 2018 voor de tweede maal terug naar Racing Club. In januari 2019 verkaste de Uruguayaan naar Xanthi. Na afloop van zijn contract nam Volos de middenvelder transfervrij over. Bij Volos was hij vier seizoenen actief en daarop verkaste hij naar AE Larissa. Een jaar later keerde hij terug naar Volos, waar hij nu voor Niki Volos ging spelen.

## Clubstatistieken
| Seizoen | Club              | Competitie          | Competitie | Competitie | Beker | Beker | Internationaal | Internationaal | Totaal | Totaal |
| Seizoen | Club              | Competitie          | Wed.       | Dlp.       | Wed.  | Dlp.  | Wed.           | Dlp.           | Wed.   | Dlp.   |
| ------- | ----------------- | ------------------- | ---------- | ---------- | ----- | ----- | -------------- | -------------- | ------ | ------ |
| 2009/10 | Racing Club       | Primera División    | 23         | 3          | —     | —     | 8              | 0              | 31     | 3      |
| 2010/11 | Racing Club       | Primera División    | 28         | 9          | —     | —     | —              | —              | 28     | 9      |
| 2011/12 | Vitória Guimarães | Primeira Liga       | 26         | 0          | 4     | 0     | 3              | 0              | 33     | 0      |
| 2012/13 | Vitória Guimarães | Primeira Liga       | 17         | 1          | 7     | 2     | —              | —              | 24     | 3      |
| 2013/14 | Vitória Guimarães | Primeira Liga       | 26         | 2          | 4     | 0     | 2              | 0              | 32     | 2      |
| 2014/15 | Vitória Guimarães | Primeira Liga       | 0          | 0          | 0     | 0     | —              | —              | 0      | 0      |
| 2014/15 | Wisła Kraków      | Ekstraklasa         | 16         | 1          | 0     | 0     | —              | —              | 16     | 1      |
| 2015/16 | Racing Club       | Primera División    | 15         | 3          | 0     | 0     | —              | —              | 15     | 3      |
| 2016    | Olimpo            | Superliga Argentina | 7          | 0          | 0     | 0     | —              | —              | 7      | 0      |
| 2016    | Melgar            | Copa Movistar       | 13         | 2          | 0     | 0     | —              | —              | 13     | 2      |
| 2017    | Melgar            | Copa Movistar       | 24         | 1          | 0     | 0     | 5              | 0              | 29     | 1      |
| 2018    | Racing Club       | Primera División    | 22         | 4          | 0     | 0     | —              | —              | 22     | 4      |
| 2018/19 | Xanthi            | Super League        | 14         | 0          | 2     | 0     | —              | —              | 16     | 0      |
| 2019/20 | Xanthi            | Super League        | 23         | 2          | 4     | 1     | —              | —              | 27     | 3      |
| 2020/21 | Volos             | Super League        | 22         | 3          | 2     | 0     | —              | —              | 24     | 3      |
| 2021/22 | Volos             | Super League        | 22         | 0          | 2     | 0     | —              | —              | 24     | 0      |
| 2022/23 | Volos             | Super League        | 23         | 2          | 2     | 0     | —              | —              | 25     | 2      |
| 2023/24 | Volos             | Super League        | 16         | 0          | 1     | 0     | —              | —              | 17     | 0      |
| 2024/25 | AE Larissa        | Super League        | 18         | 0          | 0     | 0     | —              | —              | 18     | 0      |
| 2025/26 | Niki Volos        | Super League 2      | 0          | 0          | 0     | 0     | —              | —              | 0      | 0      |
| Totaal  | Totaal            | Totaal              | 367        | 35         | 28    | 3     | 18             | 0              | 413    | 38     |

Bijgewerkt op 24 juli 2025.

## Erelijst
| Taça de Portugal | 1 | 2012/13 |